# Saint-Gorgon-Main
Saint-Gorgon-Main település Franciaországban, Doubs megyében. Lakosainak száma 258 fő (2022. január 1.). Saint-Gorgon-Main Aubonne és Ouhans községekkel határos.

## Népesség
A település népessége az elmúlt években az alábbi módon változott:
| Lakosok száma | 146  | 163  | 188  | 236  | 287  | 284  | 283  | 284  | 276  | 258  |
|               | 1968 | 1982 | 1990 | 2006 | 2013 | 2015 | 2017 | 2019 | 2020 | 2022 |